# Februarie 2002
Acest articol este generat integral pe baza informațiilor din articolul 2002 și este actualizat periodic de un robot.
 Editările făcute în articol vor fi șterse la următoarea actualizare! Dacă doriți să faceți modificări, editați articolul-sursă.

ianuarie -
februarie -
martie -
aprilie -
mai -
iunie -
iulie -
august -
septembrie -
octombrie -
noiembrie -
decembrie
Februarie 2002 a fost a doua lună a anului și a început într-o zi de vineri.

## Evenimente
- 8 februarie: Ceremonia de deschidere a Jocurilor Olimpice de iarnă de la Salt Lake City, Utah, Statele Unite.

## Nașteri
- 3 februarie: Radu Drăgușin, fotbalist român
- 5 februarie: Davis Cleveland (Davis Richard Cleveland), actor american de film

## Decese
- 1 februarie: Hildegard Knef (Hildegard Frieda Albertine Knef), 76 ani, actriță, cântăreață germană (n. 1925)
- 3 februarie: Aglaja Veteranyi, 39 ani, scriitoare română (n. 1962)
- 4 februarie: Agatha Barbara, 78 ani,  politiciană malteză (n. 1923)
- 4 februarie: Prințul Sigvard, Duce de Uppland (n. Sigvard Oscar Fredrik Bernadotte), 94 ani, născut în Suedia (n. 1907)
- 4 februarie: Eve Titus, 79 ani, scriitoare americană de cărți pentru copii (n. 1922)
- 6 februarie: Max Ferdinand Perutz, 87 ani, biolog austriac laureat al Premiului Nobel (1962), (n. 1914)
- 8 februarie: Zizinho (Thomaz Soares da Silva), 80 ani, fotbalist brazilian (n. 1921)
- 9 februarie: Prințesa Margareta, 71 ani, sora reginei Elisabeta a II-a a Regatului Unit (n. 1930)
- 10 februarie: Serghei Bolgarin, 76 ani, militar sovietic din R. Moldova (n. 1925)
- 14 februarie: Nándor Hidegkuti, 79 ani, fotbalist (atacant) și antrenor maghiar (n. 1922)
- 14 februarie: Domènec Balmanya Perera, 87 ani, fotbalist spaniol (n. 1914)
- 15 februarie: Titus Moisescu, 79 ani, muzicolog român (n. 1922)
- 15 februarie: Kevin Tod Smith, 38 ani, actor și cântăreț neozeelandez (n. 1963)
- 15 februarie: Kevin Smith, actor neozeelandez (n. 1963)
- 19 februarie: Marcela Rusu, 76 ani, actriță română de scenă și voce (n. 1926)
- 19 februarie: Mátyás Tóth, fotbalist maghiar (n. 1918)
- 20 februarie: Cristian Neamțu, 21 ani, fotbalist român (portar), (n. 1980)
- 20 februarie: Ion Țugui, 68 ani, scriitor român (n. 1933)
- 22 februarie: Chuck Jones (Charles Martin Jones), 89 ani, animator american (Tom si Jerry), (n. 1912)
- 22 februarie: Barbara Valentin (n. Ursula Ledersteger), 61 ani, actriță austriacă (n. 1940)